# Olympische Sommerspiele 2004/Teilnehmer (Lettland)
| Gelbes Symbol für Goldmedaillen mit stilisierten Olympischen Ringen | Graues Symbol für Silbermedaillen mit stilisierten Olympischen Ringen | Braundes Symbol für Bronzemedaillen mit stilisierten Olympischen Ringen |
| ------------------------------------------------------------------- | --------------------------------------------------------------------- | ----------------------------------------------------------------------- |
| —                                                                   | 4                                                                     | —                                                                       |

Lettland nahm an den Olympischen Sommerspielen 2004 in der griechischen Hauptstadt Athen mit 32 Sportlern, 10 Frauen und 22 Männern, teil.
Seit 1924 war es die achte Teilnahme Lettlands bei Olympischen Sommerspielen.

## Flaggenträger
Der Leichtathlet Vadims Vasiļevskis trug die Flagge Lettlands während der Eröffnungsfeier im Olympiastadion.

## Medaillengewinner
Mit vier gewonnenen Silbermedaillen belegte das Team Platz 58 im Medaillenspiegel.

### Silber
| Name(n)              | Sportart           | Wettkampf          |
| -------------------- | ------------------ | ------------------ |
| Jeļena Rubļevska     | Moderner Fünfkampf | Frauen, Einzel     |
| Jevgēņijs Saproņenko | Turnen             | Sprung             |
| Viktors Ščerbatihs   | Gewichtheben       | Superschwergewicht |
| Vadims Vasiļevskis   | Leichtathletik     | Speerwerfen        |

## Teilnehmer nach Sportarten

### Gewichtheben
- Viktors Ščerbatihs
Superschwergewicht: Silber

### Judo
- Vsevolods Zeļonijs
Leichtgewicht: in der 1. Runde ausgeschieden

### Kanu
- Dagnis Vinogradovs
Einer-Canadier 500 Meter: Halbfinale

### Leichtathletik
- Aigars Fadejevs
20 Kilometer Gehen: 9. Platz
50 Kilometer Gehen: 11. Platz

- Jānis Karlivāns
Zehnkampf: 25. Platz

- Modris Liepiņš
50 Kilometer Gehen: 25. Platz

- Voldemārs Lūsis
Speerwerfen: 17. Platz in der Qualifikation

- Dmitrijs Miļkevičs
800 Meter: Halbfinale

- Staņislavs Olijars
110 Meter Hürden: 5. Platz

- Ēriks Rags
Speerwerfen: 7. Platz

- Vadims Vasiļevskis
Speerwerfen: Silber

- Valentīna Gotovska
Frauen, Weitsprung: 23. Platz in der Qualifikation

- Ilze Gribule
Frauen, Speerwerfen: 34. Platz in der Qualifikation

- Anita Liepiņa
Frauen, 20 Kilometer Gehen: 45. Platz

- Jeļena Prokopčuka
Frauen, 10.000 Meter: 7. Platz

- Ineta Radeviča
Frauen, Weitsprung: 12. Platz in der Qualifikation
Frauen, Dreisprung: 20. Platz in der Qualifikation

- Dace Ruskule
Frauen, Diskuswerfen: 28. Platz in der Qualifikation

- Ieva Zunda
Frauen, 400 Meter Hürden: Vorläufe

### Moderner Fünfkampf
- Deniss Čerkovskis
Einzel: 4. Platz

- Jeļena Rubļevska
Frauen, Einzel: Silber

### Radsport
- Andris Naudužs
Straßenrennen: DNF

- Romāns Vainšteins
Straßenrennen: 42. Platz

### Ringen
- Igors Kostins
Griechisch-römischer Stil, Schwergewicht: 17. Platz

### Schießen
- Afanasijs Kuzmins
Schnellfeuerpistole 25 Meter: 14. Platz

### Schwimmen
- Guntars Deičmans
200 Meter Lagen: 25. Platz
400 Meter Lagen: 30. Platz

- Andrejs Dūda
100 Meter Schmetterling: 53. Platz

- Romāns Miloslavskis
100 Meter Freistil: 35. Platz
200 Meter Freistil: 23. Platz

- Pāvels Murāns
100 Meter Brust: 51. Platz

- Agnese Ozoliņa
Frauen, 100 Meter Freistil: 48. Platz

### Segeln
- Vita Matīse
Frauen, Windsurfen: 20. Platz

### Turnen
- Jevgēņijs Saproņenko
Einzelmehrkampf: 92. Platz
Boden: 19. Platz in der Qualifikation
Sprung: Silber

- Igors Vihrovs
Einzelmehrkampf: 18. Platz
Boden: 15. Platz in der Qualifikation
Sprung: 38. Platz in der Qualifikation
Barren: 52. Platz in der Qualifikation
Reck: 47. Platz in der Qualifikation
Ringe: 57. Platz in der Qualifikation
Pauschenpferd: 33. Platz in der Qualifikation